# نافيد ناصري
نافيد ناصري (بالفارسية: نوید ناصری) هو لاعب كرة قدم إيراني في مركز الوسط، ولد في 26 يوليو 1996 في مانشستر في المملكة المتحدة. لعب مع ماكليسفيلد تاون.

## وصلات خارجية
- نافيد ناصري على موقع قاعدة بيانات كرة القدم.إي يو (الإنجليزية)
- نافيد ناصري على موقع Soccerbase.com (لاعب) (الإنجليزية)
- نافيد ناصري على موقع Soccerway.com (الإنجليزية)